# Shōya Tomizawa
Shōya Tomizawa (富沢 祥也?, Tomizawa Shōya; Asahi, 10 dicembre 1990 – Misano Adriatico, 5 settembre 2010) è stato un pilota motociclistico giapponese.

## Carriera

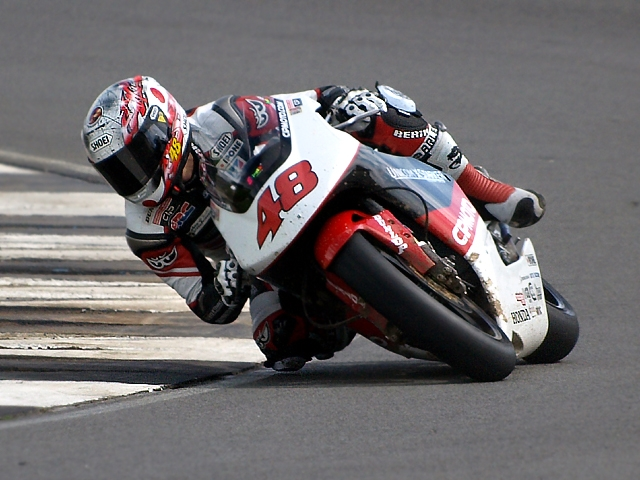
Tomizawa nel 2009 a Donington.

Tomizawa esordisce nella classe 125 del motomondiale nel 2006, disputando il Gran Premio del Giappone come wild card; sempre da wildcard corre il Gran Premio casalingo nel 2007, con una Honda 125, e nel 2008 in sella a una Honda 250, gara quest'ultima in cui ottiene due punti iridati che gli permettono di raggiungere a fine campionato la ventiseiesima posizione della classifica. In questi anni ha partecipato anche ai campionati giapponesi 125 e 250, ottenendo come miglior risultato il 2º posto in 125 nel 2006 e in 250 nel 2008.
Nel 2009 diventa pilota titolare nel team CIP Moto - GP 250, terminando 17º con 32 punti e ottenendo come miglior risultato due decimi posti (Giappone e Comunità Valenciana). In questa stagione è costretto a saltare il GP di Indianapolis per infortunio.
Nel 2010 viene confermato nel team Technomag-CIP alla guida della Suter MMX nella classe Moto2, con compagno di squadra Dominique Aegerter. Entra nella storia della classe vincendo la prima gara in Qatar, ottiene anche pole position e secondo posto in Spagna ed un'altra pole position in Repubblica Ceca.

## La morte

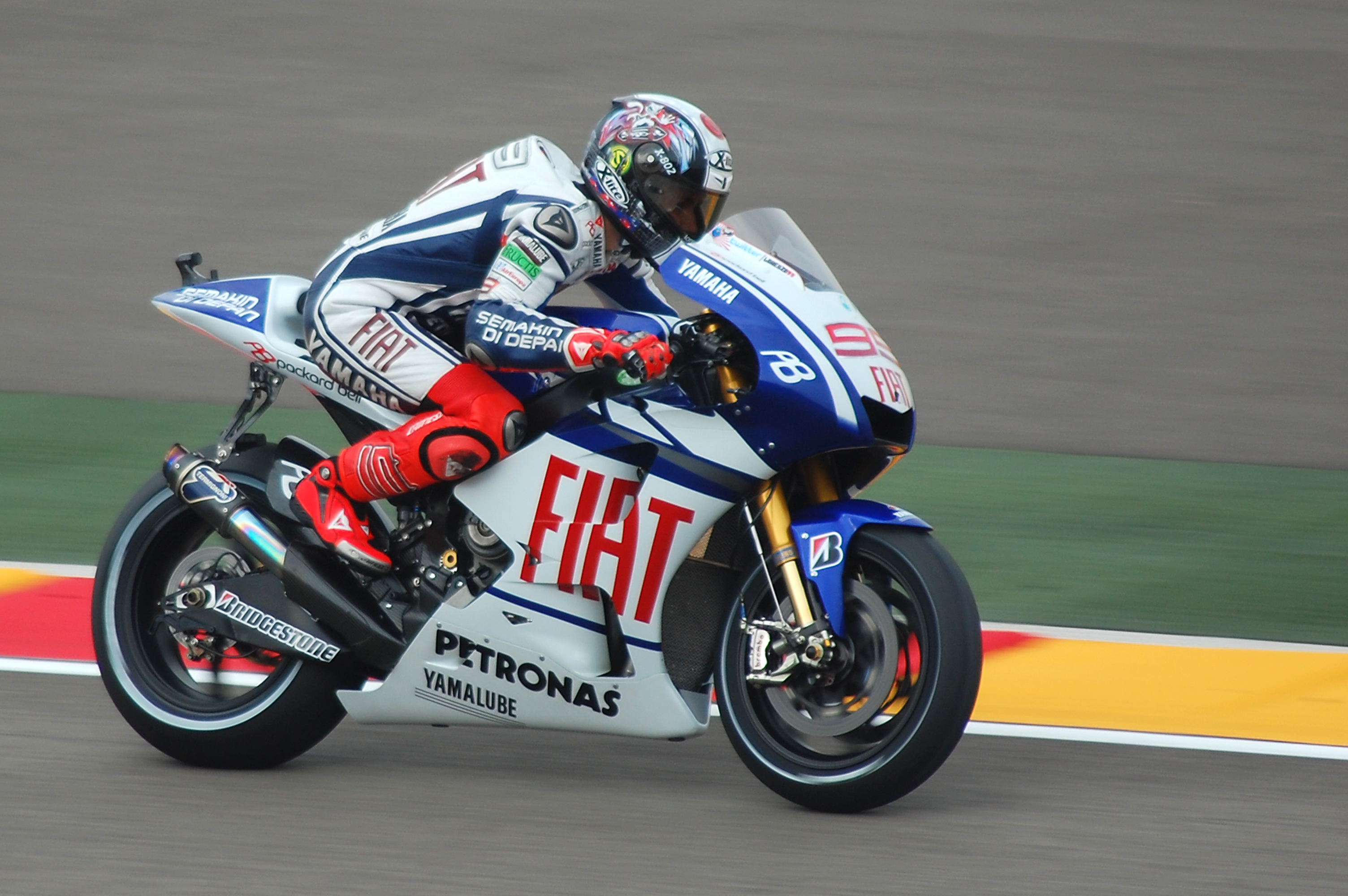
Jorge Lorenzo indossa una replica del casco di Tomizawa al gran premio d'Aragona in memoria del pilota.

Tomizawa muore a Misano Adriatico il 5 settembre 2010 in seguito a un incidente avvenuto durante il Gran Premio motociclistico di San Marino e della Riviera di Rimini disputato presso il Misano World Circuit: al dodicesimo giro, presso il "curvone", in un tratto del circuito che si percorre in piena accelerazione, il pilota cade a oltre 230 chilometri orari dopo aver perso aderenza alla ruota posteriore sull'erba sintetica e viene quindi travolto dalle moto di Alex De Angelis e di Scott Redding. Le condizioni del pilota giapponese appaiono subito disperate e si effettuano numerosi tentativi di rianimazione a bordo pista, poi il giovane viene trasferito presso il centro medico del circuito prima e l'ospedale di Riccione poi. Tomizawa muore alle 14:19 all'età di appena 19 anni, a causa dei traumi riportati al torace.
A seguito dell'accaduto sono divampate polemiche sull'opportunità o meno di sospendere la gara della Moto2, esponendo la bandiera rossa, ed annullare la successiva gara della MotoGP, disputatasi invece regolarmente. Queste polemiche sono state subito smentite anche dai dottori della clinica mobile, che hanno affermato che l'eventuale troncamento della gara avrebbe creato ancora più scompiglio e avrebbe solo rallentato le operazioni di rianimazione. Inoltre, in seguito la Procura della Repubblica di Rimini ha aperto un'inchiesta per accertare eventuali responsabilità dei soccorritori a bordo pista; la perizia necroscopica ha inoltre dimostrato che il pilota è deceduto in ambulanza durante il trasporto d'urgenza in ospedale a causa di un grave trauma toracico, nonostante ufficialmente sia stato annunciato che Tomizawa fosse morto in ospedale.
Durante il Gran Premio di Aragona, presso il circuito locale, la memoria di Tomizawa è stata onorata con una speciale cerimonia alla quale hanno partecipato tutti i piloti del Motomondiale ed il suo numero di corsa, il 48, è stato ritirato. Inoltre Andrea Iannone, vincitore della gara della Moto2, ha esposto durante il giro d'onore una bandiera giapponese a memoria del collega scomparso.
Nella sua ultima stagione ha totalizzato 82 punti. Shōya Tomizawa riposa nel cimitero giapponese di Asahi.

## Risultati nel motomondiale
| 2006 | Classe | Moto  |  |  |  |  |  |  |  |  |  |  |    |  |  |  |     |  |  |  | Punti | Pos. |
| ---- | ------ | ----- |  |  |  |  |  |  |  |  |  |  | -- |  |  |  | --- |  |  |  | ----- | ---- |
| 2006 | 125    | Honda |  |  |  |  |  |  |  |  |  |  | NE |  |  |  | Rit |  |  |  | 0     |      |

| 2007 | Classe | Moto  |  |  |  |  |  |  |  |  |  |  |    |  |  |  |    |  |  |  | Punti | Pos. |
| ---- | ------ | ----- |  |  |  |  |  |  |  |  |  |  | -- |  |  |  | -- |  |  |  | ----- | ---- |
| 2007 | 125    | Honda |  |  |  |  |  |  |  |  |  |  | NE |  |  |  | 22 |  |  |  | 0     |      |

| 2008 | Classe | Moto  |  |  |  |  |  |  |  |  |  |  |    |  |  |  |    |  |  |  | Punti | Pos. |
| ---- | ------ | ----- |  |  |  |  |  |  |  |  |  |  | -- |  |  |  | -- |  |  |  | ----- | ---- |
| 2008 | 250    | Honda |  |  |  |  |  |  |  |  |  |  | NE |  |  |  | 14 |  |  |  | 2     | 26º  |

| 2009 | Classe | Moto  |    |    |    |     |     |     |     |    |    |    |    |     |    |     |    |    |    |  | Punti | Pos. |
| ---- | ------ | ----- | -- | -- | -- | --- | --- | --- | --- | -- | -- | -- | -- | --- | -- | --- | -- | -- | -- |  | ----- | ---- |
| 2009 | 250    | Honda | 12 | 10 | 12 | Rit | Rit | Rit | Rit | NE | 13 | 15 | 13 | Inf | 12 | Rit | 15 | 16 | 10 |  | 32    | 17º  |

| 2010 | Classe | Moto  |   |   |     |   |   |   |     |    |    |    |    |     |  |  |  |  |  |  | Punti | Pos. |
| ---- | ------ | ----- | - | - | --- | - | - | - | --- | -- | -- | -- | -- | --- |  |  |  |  |  |  | ----- | ---- |
| 2010 | Moto2  | Suter | 1 | 2 | Rit | 6 | 6 | 5 | Rit | 18 | NE | 10 | NP | Rit |  |  |  |  |  |  | 82    | 13º  |

| Legenda | 1º posto        | 2º posto            | 3º posto            | A punti      | Senza punti        | Grassetto – Pole position Corsivo – Giro più veloce |
| Legenda | Gara non valida | Non qual./Non part. | Ritirato/Non class. | Squalificato | '-' Dato non disp. | Grassetto – Pole position Corsivo – Giro più veloce |